# Gondwanatheria
De Gondwanatheria zijn een orde van uitgestorven op knaagdieren gelijkende zoogdieren van de zuidelijke paleocontinenten.

## Fossiel voorkomen
Fossiele Gondwanatheria worden gevonden in gesteenten van het Boven-Krijt tot Mioceen in Zuid-Amerika, Madagaskar, India en Antarctica. Zij waren mogelijk bewoners van geheel het zuidelijke continent Gondwanaland.

## Classificatie
Zij worden meestal ingedeeld onder de Allotheria als zustergroep van de Multituberculata, waar ze ooit toe gerekend werden, maar hun positie was lang verre van duidelijk. Er is ook wel gedacht dat zij verwant zijn aan de Xenarthra, de Zuid-Amerikaanse orde die de luiaards, gordeldieren en miereneters bevat. De vondst van Vintana ondersteunde de verwantschap met de Multituberculata.
De orde bevat vier families:
- Ferugliotheriidae (Bonaparte, 1986)
  - Ferugliotherium
  -  ?Magallanodon
  - Trapalcotherium

- Groeberiidae (Patterson, 1952)
  - Epiklohnia
  - Groeberia
  - Klohnia
  - Praedens

- Sudamericidae (Scillato-Yané & Pascual, 1984)
  - Bharattherium
  - Gondwanatherium
  - Lavanify
  - Patagonia
  - Sudamerica
  - Vintana

- Adalatheriidae (Krause et al., 2020)
  - Adalatherium

## Gondwanatheria van Seymoureiland, Antarctica
Tijdens het Eoceen lag het huidige Antarctica verder naar het noorden dan de huidige Zuidpool. Ook kende het Paleogeen geen ijskappen. Er zijn uit die tijd op Seymour-eiland niet alleen buideldieren gevonden, maar ook sudamericidae, die in Zuid-Amerika al in het Paleoceen waren uitgestorven. Dit laat zien dat de isolatie waarin Antarctica zich bevond, de groep afschermde van die factoren die in Zuid-Amerika tot hun uitsterven geleid hadden. (Reguero et al. 2002, p.189). Er wordt wel gedacht dat deze dieren een semi-aquatische levensstijl hadden en dat zij gravers waren, enigszins zoals de hedendaagse bevers. Het sterk beboste Antarctica van hun tijd had een rijke fauna met fruit- en insectenetende opossums als boombewoners, luiaards tot 10 kg, middelgrote tot grote grazers (Sparnotheriodontida en Trigonostylops), valken, grote loopvogels verwant aan de rhea en pinguïns. Aan het eind van het Eoceen veranderde het klimaat drastisch en kende Antarctica glaciaties. De fossielen zijn gevonden in de La Meseta-formatie.